# 9 février aux Jeux olympiques d'hiver de 2018
Pour un article plus général, voir Jeux olympiques d'hiver de 2018.
Le vendredi 9 février aux Jeux olympiques d'hiver de 2018 est le jour de la cérémonie d'ouverture et le deuxième jour de compétition.

## Programme
| Heure UTC+9 (Pyeongchang)                     |               |
| bleu                                          | Cérémonie     |
| neutre                                        | Épreuve       |
| or                                            | Finale        |
| orange                                        | Petite finale |
| rose                                          | Reporté       |
| gris                                          | Annulé        |
| Compétition masculine                         | Hommes        |
| Compétition féminine                          | Femmes        |
| Compétition mixte (hommes et femmes mélangés) | Mixte         |
| Compétition en couple (1 homme et 1 femme)    | Couple        |
| modifier                                      |               |

| Horaire | Discipline Spécialité | Discipline Spécialité                   | Discipline Spécialité                         | Phase                   | Résultats | Références |
| ------- | --------------------- | --------------------------------------- | --------------------------------------------- | ----------------------- | --------- | ---------- |
| 08 h 35 |                       | Curling Double mixte                    | Compétition en couple (1 homme et 1 femme)    | Premier tour 3e session | 3-8       | [ 2 ]      |
| 08 h 35 |                       | Curling Double mixte                    | Compétition en couple (1 homme et 1 femme)    | Premier tour 3e session | 4-9       | -          |
| 08 h 35 |                       | Curling Double mixte                    | Compétition en couple (1 homme et 1 femme)    | Premier tour 3e session | 4-10      | -          |
| 08 h 35 |                       | Curling Double mixte                    | Compétition en couple (1 homme et 1 femme)    | Premier tour 3e session | 7-5       |            |
| 10 h 00 |                       | Patinage artistique Épreuve par équipes | Compétition mixte (hommes et femmes ensemble) | Programme court hommes  | -         | -          |
| 10 h 00 |                       | Patinage artistique Épreuve par équipes | Compétition mixte (hommes et femmes ensemble) | Programme court couples | -         | -          |
| 10 h 00 |                       | Ski acrobatique Bosses                  | Compétition femmes                            | Qualification           | -         | -          |
| 11 h 45 |                       | Ski acrobatique Bosses                  | Compétition hommes                            | Qualification           | -         | -          |
| 13 h 35 |                       | Curling Double mixte                    | Compétition en couple (1 homme et 1 femme)    | Premier tour 4e session | 8-2       | -          |
| 13 h 35 |                       | Curling Double mixte                    | Compétition en couple (1 homme et 1 femme)    | Premier tour 4e session | 5-6       |            |
| 13 h 35 |                       | Curling Double mixte                    | Compétition en couple (1 homme et 1 femme)    | Premier tour 4e session | 1-9       |            |
| 13 h 35 |                       | Curling Double mixte                    | Compétition en couple (1 homme et 1 femme)    | Premier tour 4e session | 5-6       | -          |
| 20 h 00 |                       | Cérémonie d'ouverture                   | -                                             | Cérémonie               | -         | -          |

## Tableau des médailles provisoire
- Pays organisateur (Corée du Sud)

| Aucune médaille n'a été attribuée. | Aucune médaille n'a encore été attribuée. |